# Südberlin Maskulin II
Südberlin Maskulin II ist das zweite Kollaboalbum der Berliner Rapper Fler und Silla. Es erschien am 9. März 2012 über Flers Label Maskulin als Standard-, Premium- und Amazon-Edition (inklusive T-Shirt und Poster) sowie als iTunes-Edition inklusive Instrumentals. Der Tonträger wurde mit Hilfe von Groove Attack vertrieben.

## Inhalt
Das Album unterscheidet sich musikalisch relativ stark vom Vorgänger Südberlin Maskulin. So werden mehrmals Auto-Tune-Effekte eingesetzt und thematisch sind auch Party-Songs wie Bleib wach und Jeden Tag Silvester enthalten. Geh beiseite ist ein Disstrack gegen die Rapper Kollegah und Farid Bang, wogegen Herzschmerz das einzige wirklich tiefsinnigere Lied des Albums ist.

## Produktion
Das Album wurde von DJ Ilan, mit dem Fler bereits zu Beginn seiner Karriere zusammengearbeitet hatte, sowie dem Produzenten-Duo Beatzarre und Djorkaeff produziert.

## Vermarktung
Das erste Video zum Song Pitbull feierte am 9. Februar 2012 Premiere im Internet. Eine Woche vor Veröffentlichung des Albums wurde ein ausführliches Snippet des Tonträgers mit Kommentaren beider Künstler zu jedem Song auf dem Internet-Portal MyVideo veröffentlicht. Am 3. März 2012 folgte ein Musikvideo zum Lied Nice. Außerdem wurde ein Musikvideo zum Song Charlie Sheen veröffentlicht. Außerdem gingen beide Rapper zusammen auf Südberlin Maskulin II-Tournee.

## Covergestaltung
Das Albumcover wurde am 9. Januar 2012 im Internet veröffentlicht. Es ist in Schwarz-Weiß gehalten und zeigt beide Künstler mit Sonnenbrillen stehend bzw. sitzend vor einem schwarzen BMW 7er. Im oberen rechten Bildteil befinden sich die Schriftzüge Fler # Silla in Weiß, Südberlin Maskulin in Schwarz sowie Sbm II in Rot. Das Albumcover der Premium-Edition setzt sich aus mehreren Schwarzweiß-Bildern zusammen, die u. a. Fler, Silla und den schwarzen BMW zeigen. Einige Bilder sind in Form der Buchstaben SBM gehalten.
Das Cover erinnert an das Lil-Wayne-Album Tha Carter II, welches 2005 erschien. Es zeigt den Rapper vor einem Rolls-Royce Phantom VII.

## Gastbeiträge
Auf lediglich zwei Liedern des Albums sind neben Fler und Silla andere Künstler vertreten. So hat Tsunami, Sohn des Rappers Harris einen Gastauftritt im Refrain des Songs Pitbull, während Maskulin 2012 eine Kollabo mit den Rappern G-Hot, Nicone und Dizztino ist.

## Titelliste
| #  | Titel                         | Gastmusiker             | Produzent               | Länge |
| -- | ----------------------------- | ----------------------- | ----------------------- | ----- |
| 1  | Irgendwann kommt alles zurück |                         | Beatzarre und Djorkaeff | 2:46  |
| 2  | Es war einmal in Südberlin    |                         | DJ Ilan                 | 3:05  |
| 3  | Nich mit Maskulin             |                         | DJ Ilan                 | 3:45  |
| 4  | Bleib wach                    |                         | Beatzarre und Djorkaeff | 3:17  |
| 5  | Pitbull                       | Tsunami                 | DJ Ilan                 | 3:54  |
| 6  | Umut – Skit                   |                         |                         | 0:20  |
| 7  | Underground                   |                         | DJ Ilan                 | 3:02  |
| 8  | Jeden Tag Silvester           |                         | DJ Ilan                 | 3:25  |
| 9  | Ich heb ab                    |                         | DJ Ilan                 | 2:52  |
| 10 | Nice                          |                         | Beatzarre und Djorkaeff | 2:47  |
| 11 | Umut – Skit 2                 |                         |                         | 0:17  |
| 12 | Nenn es wie du willst         |                         | Beatzarre und Djorkaeff | 3:22  |
| 13 | Geh beiseite                  |                         | Beatzarre und Djorkaeff | 3:35  |
| 14 | Du willst ein Rapper          |                         | Beatzarre und Djorkaeff | 3:25  |
| 15 | Solo                          |                         | DJ Ilan                 | 3:44  |
| 16 | Maskulin 2012                 | G-Hot, Nicone, Dizztino | Beatzarre und Djorkaeff | 3:51  |

Bonus-Songs der Premium-Edition:
| #  | Titel                    | Gastmusiker | Produzent               | Länge |
| -- | ------------------------ | ----------- | ----------------------- | ----- |
| 17 | Du weisst wie wir machen |             | DJ Ilan                 | 3:18  |
| 18 | Herzschmerz              |             | DJ Ilan                 | 3:43  |
| 19 | Charlie Sheen            |             | Beatzarre und Djorkaeff | 3:08  |

## Kritiken
| Professionelle Bewertungen | Professionelle Bewertungen |
| -------------------------- | -------------------------- |
| Kritiken                   |                            |
| Quelle                     | Bewertung                  |
| laut.de                    | [ 3 ]                      |
| rap.de                     | [ 4 ]                      |
| rappers.in                 | [ 5 ]                      |

Die Kritiken zu Südberlin Maskulin II fielen durchschnittlich aus.
Bei Laut.de erhielt das Album 2 von möglichen 5 Sternen:

„Wann genau wurde Styling und der damit einher gehende Markenfetischismus eigentlich zum zentralen Thema der Männerwelt? Den maskulinsten vorstellbaren Beruf scheint 2012 nicht mehr der ölverschmierte Mechaniker, der schwitzende Stahlarbeiter oder der Rodeoreiter auszuüben, sondern das Männermodel und – wenn das so weitergeht – wohl bald noch der Florist. ‚Deutscher Rap ist mir nicht hart genug‘ - diese Zeile aus ‚Nenn Es Wie Du Willst‘ unterschreib' ich! Inhalte oder gar Geschichten braucht offenbar kein Mensch mehr. Fler und Silla beschränken sich darauf, ihre gemeinsame Rückkehr, den zwischenzeitlich erzielten Erfolg sowie die angeblich trotzdem ungebrochene Verwurzelung im ‚Underground‘ kund zu tun und ein, zwei Platzpatronen in Richtung Kollegah und Farid Bang abzufeuern, um die nur noch leise dahinschwelende Fehde wieder etwas zu befeuern.“

Bei Rap.de erhielt das Album 7 von möglichen 10 Punkten:

„Was Fler aber definitiv kann, und zwar wie kaum ein anderer, ist, die richtigen Beats zu picken und für ein stimmiges, rundes Gesamtpaket zu sorgen, und so muss man an dieser Stelle die Herren Ilan, Beatzarre und Djorkaeff lobend erwähnen, die für jedes Thema das passende Instrumental parat haben. Die Drums und Snares scheppern und krächzen wie sie sollen und die Synthies tun ihr übriges. Und auch wenn das Album in seiner Normalversion zeitlich vielleicht etwas knapp ausgefallen ist, reicht das in diesem Fall, um ein gutes Album mit Wurzeln im Westberliner Battle- und Straßenrap und Einflüssen aus dem aktuellen US-amerikanischen Rapgeschehen zu kreieren.“

## Chartplatzierungen

### Album
Südberlin Maskulin II stieg in der 13. Kalenderwoche des Jahres 2012 auf Platz 6 in die deutschen Charts ein und hielt sich drei Wochen in den Top 100.
| Jahr | Titel                 | Höchstplatzierung, Gesamtwochen, AuszeichnungChartplatzierungen (Jahr, Titel, Platzierungen, Wochen, Auszeichnungen, Anmerkungen) | Höchstplatzierung, Gesamtwochen, AuszeichnungChartplatzierungen (Jahr, Titel, Platzierungen, Wochen, Auszeichnungen, Anmerkungen) | Höchstplatzierung, Gesamtwochen, AuszeichnungChartplatzierungen (Jahr, Titel, Platzierungen, Wochen, Auszeichnungen, Anmerkungen) | Anmerkungen                        |
| Jahr | Titel                 | DE | AT | CH | Anmerkungen                        |
| ---- | --------------------- | --- | --- | --- | ---------------------------------- |
| 2012 | Südberlin Maskulin II | DE6 (3 Wo.)DE | AT11 (2 Wo.)AT | CH7 (3 Wo.)CH | Erstveröffentlichung: 9. März 2012 |

### Single
Am 24. Februar 2012 wurde der Song Bleib wach als Single veröffentlicht. Die Single konnte für eine Woche auf Platz 79 in die deutschen Charts einsteigen.
| Jahr | Titel      | Höchstplatzierung, Gesamtwochen, AuszeichnungChartplatzierungen (Jahr, Titel, , Platzierungen, Wochen, Auszeichnungen, Anmerkungen) | Höchstplatzierung, Gesamtwochen, AuszeichnungChartplatzierungen (Jahr, Titel, , Platzierungen, Wochen, Auszeichnungen, Anmerkungen) | Höchstplatzierung, Gesamtwochen, AuszeichnungChartplatzierungen (Jahr, Titel, , Platzierungen, Wochen, Auszeichnungen, Anmerkungen) | Anmerkungen                            |
| Jahr | Titel      | DE | AT | CH | Anmerkungen                            |
| ---- | ---------- | --- | --- | --- | -------------------------------------- |
| 2012 | Bleib wach | DE79 (1 Wo.)DE | — | — | Erstveröffentlichung: 24. Februar 2012 |